# Contea di Polk (Carolina del Nord)
La contea di Polk (in inglese Polk County) è una contea dello Stato della Carolina del Nord, negli Stati Uniti. La popolazione al censimento del 2000 era di 18 324 abitanti. Il capoluogo di contea è Columbus.